# Anse de la Baleinière
Anse de la Baleinière är en vik i Antarktis. Den ligger i Östantarktis. Frankrike gör anspråk på området.